# الودی ودراگو
آلودی ودراگو (فرانسوی: Élodie Ouédraogo‎؛ زادهٔ ۲۷ فوریهٔ ۱۹۸۱) دونده اهل بلژیک است.
وی در مسابقات کشوری و بین‌المللی در مجموع برندهٔ ۱ مدال طلا، ۲ مدال برنز شده‌است.